# 셰마 무어
시마 무어(Shemar Moore, 영어 발음: /ˈʃiːmɑːr/, 1970년 4월 20일 ~ )는 미국의 배우이다.

## 출연 작품
- 더 데스 오브 슈퍼맨 (2018)
- 저스티스 리그 vs 틴 타이탄 (2016)
- 더 바운스 백 (2016)
- Kill Me, Deadly (2015)
- 저스티스 리그 : 아틀란티스의 왕좌 (2015)
- 저스티스 리그：워 (2014)
- 다이어리 오브 매드 블랙 우먼 (2005)
- 브라더스 (2001)
- 억만장자와 결혼하는 법 (2000)
- 버터 (1998)
- 하브 플렌티 (1997)

### 텔레비전
- 더 영 앤 더 레스트리스 (1994-2005, 2014, 2019, 2023)
- 크리미널 마인드 (2005-25) - 데릭 모건 역
- S.W.A.T. (2017-예정) - 다니엘 혼도 역